# Vama Buzăului (gmina)
Vama Buzăului – gmina w Rumunii, w okręgu Braszów. Obejmuje miejscowości Acriș, Buzăiel, Dălghiu i Vama Buzăului. W 2011 roku liczyła 3220 mieszkańców. 